# 레스큐 던
《레스큐 던》(Rescue Dawn)은 미국에서 제작된 베르너 헤어조크 감독의 2006년 액션, 모험, 드라마, 전쟁 영화이다. 1997년 다큐멘터리 영화 《디에터는 날아야 한다》를 각색한 작품이다. 크리스찬 베일 등이 주연으로 출연하였다. 2004년 중에 영화 프로젝트가 시작된 이후 2005년 8월 태국에서 촬영이 시작되었다. 비평가들로부터 찬사를 받았으나 박스 오피스 성적은 저조하였다.

## 출연

### 주연
- 크리스찬 베일
- 스티브 잔
- 제레미 데이비스

### 조연
- 마샬 벨
- 프랑수아 쇼
- 크레이그 젤리스
- 지큐
- 자크 그레니어
- 팻 힐리
- 토비 허스
- 보니 Z. 허친슨
- 에반 존스
- 압히자티 뮤크 주사쿨
- 티라왓 멀빌라이
- 겔렌 웬